# MARS EURYTHMICS
MARS EURYTHMICS（マーズ・リトミック）は日本のロックバンドである。2006年5月に結成、2007年にアミューズ傘下のアミューズソフトエンタテインメントよりデビュー。2010年3月4日に活動を休止した。

## 概要・来歴
バンド名の英語での正確な発音は「マーズユーリズミックス」であり、「マーズリトミック」はフランス語読みである。MARSには特に意味は無く、EURYTHMICSは「子供のための音楽教育」という意味である。リトミックも参照。
2005年のHUSKING BEE解散後、CORNERというソロプロジェクトで活動を継続させていた同バンドのメンバー磯部正文によって2006年5月に結成。12月、DEVILOCK10周年イベントに出演。同年のCOUNTDOWN JAPANにも出演した。
2007年6月には、主催イベント「City Connection」開催。ゲストとしてtoe、LOW IQ & THE BEAT BREAKERらが参加。また、8月にはROCK IN JAPAN FESTIVALにも出演。10月発表のミニアルバム『The blend of a canabon』では、従来のエモーショナル・ハードコアの要素に加え、ファンク色も導入。11月には初の全国ツアー『THE BLEND OF A CABANON tour』を開催した。
2008年11月にBa河辺真が脱退し、元HUSKING BEEの工藤哲也（テッキン）が加入した。
2009年5月にGt伊藤悦士が脱退し、Gt辻剛が加入するも9月に体調不良のため脱退。
2010年2月、公式サイトにおいて、3月4日に高円寺HIGHにて行われるライブをもって活動を休止する旨の告知がなされた。「現メンバーでの話し合いの上」と発表されており、休止の理由は明らかになっていない。そして3月4日、公式ブログにて磯辺により3月4日のライブ終了報告・及び活動休止に際する関係者への感謝の弁が投稿され、MARS EURYTHMICSは活動を休止した。今後はメンバー各自の活動へ移行するとのことである。

## メンバー
- 磯部正文

ボーカル、ギター担当。元HUSKING BEEのメンバー。
- 工藤哲也

ベース担当。元HUSKING BEEのメンバー。
- 土佐優貴

ドラムス担当。元GOOFY'S HOLIDAYのメンバー。

## 元メンバー
- 河辺真（ベース）2008年11月脱退。smorgasのメンバー
- 伊藤悦士（ギター）2009年5月脱退。WATER CLOSETのメンバー。
- 辻剛（ギター）2009年9月脱退。

## 作品

### アルバム
1. Range over hill and  （2007年5月23日）
  1. 閃きのBrandy
  2. 夢寐Movie
  3. A song of a soldier
  4. ポン・デ・アスカール
  5. カカオ82%
  6. 外では雨が降るけれど
  7. 逢似彩
  8. 象の鈴
  9. New Caledonia's Mail
  10. 価値ある形
  11. 砂上の楼閣
  12. ヒロイシマ
    - 磯部が幼少の頃に住んでいた広島について歌った歌。広島弁で歌われている。

### ミニアルバム
1. The blend of a cabanon  （2007年10月10日）
  1. GT Bolero
  2. BLIND PROBLEM
  3. absolute altitude
  4. 探れ流浪歌
  5. infix code
  6. 俄雨コンバート
  7. 価値ある形 (Live at CLUB CITTA' ,2007 Aug 26)

### 参加作品
1. HUSKING BEE （2007年3月21日）
  - HUSKING BEEのトリビュート・アルバム。M-2「ANCHOR」で参加。
2. PINK & BLACK （2007年7月25日）
  - ガールズブランドKatieの10周年記念盤。M-6「HOLIC GIRL」で参加（磯部のみ）。